# 台州西站
台州西站，原名台州站，位于台州市黄岩区王林村，离台州市椒江区市中心约15公里，离黄岩区政府约5公里，离路桥区政府约15公里，是甬台温铁路沿线第三大站，仅次于宁波站和温州南站。
台州西站站房主体2层，局部3三层，设正线2条，客车到发线5条，远期预留到发线1条。近期设基本站台1座，中间站台2座。总建筑面积21388平米。
金台铁路工程在车站东侧新建站房和站场。东站房面积22574.08平方米，供金台铁路和台州市域铁路使用；东站房主体3层，候车室最高聚集人数2400人，站场规模2台6线。

## 历史
2008年9月6日，车站动工。
2009年9月28日，车站随甬台温铁路试运行而开通，定名为台州站。
2020年10月9日西站房结顶。
2021年6月25日，车站更名为台州西站。“台州站”一名被位于椒江区葭沚街道的杭台高速铁路原工程名为台州中心站的车站使用。